# Johnny Cronshey
John Dennis „Johnny“ Cronshey (14. července 1926 Brentford, Anglie – 15. ledna 2004 Axminster, Anglie) byl britský rychlobruslař.
Na mezinárodní scéně se poprvé představil v roce 1947. V následujícím roce se zúčastnil Zimních olympijských her 1948 (500 m – 25. místo, 5000 m – 11. místo, 10 000 m – nenastoupil ke startu). Největšího úspěchu dosáhl na Mistrovství světa 1951, kde vybojoval stříbrnou medaili. Startoval také na ZOH 1956 (500 m – 21. místo, 1500 m – 19. místo, 5000 m – 15. místo, 10 000 m – 11. místo). Poslední závody absolvoval v roce 1960.